# Рид, Никки
Нико́ль Хью́стон (Ни́кки) Рид (англ. Nicole Houston Reed; род. 17 мая 1988, Западный Лос-Анджелес, Калифорния, США) — американская актриса, продюсер и сценарист, исполнительница роли Розали Хейл в фильмах по мотивам вампирской саги «Сумерки».

## Ранние годы
Никки родилась в Западном Лос-Анджелесе в семье косметолога Шерил Хьюстон и художника-декоратора Сета Рида. У Никки есть старший брат — Нейтан Аугуст Рид, и младший — Джоуи. Её отец — еврей, а мать имеет черокские и итальянские корни. Рид говорила, что её жизнь дома была «сложной». Её родители развелись, когда Никки было два года, мать растила её в одиночку. Никки осталась жить с матерью в городке Калвер-Сити, (Калифорния).
Никки описывает себя в то время, как «скромницу» и «книжного червя», но в 13 лет все изменилось, так как девушка начала курить и экспериментировать с наркотиками. После этого отношения с матерью ухудшились. В 2002 году, когда Рид было 14 лет, она съехала от матери и начала жить самостоятельно, снимая квартиры в Лос-Анджелесе.
После успеха фильма «Тринадцать» Никки вернулась в школу Alexander Hamilton High School, однако через год снова её бросила. Аттестат о среднем образовании она получила посредством домашнего обучения.

## Карьера
Первая работа Никки в кино — главная роль в фильме «Тринадцать». Сценарий был написан с участием Рид и является отчасти автобиографией Никки в пору, когда ей было 13 лет. Никки говорит:
Когда я закончила работу над этим фильмом, я и не думала о карьере актрисы. Я вернулась в школу, но потом поняла, что мне чего-то не хватает, и это что-то — съёмочная площадка. Я надеюсь, что этот фильм будет близок многим людям, так как он о непростом периоде жизни — переходном возрасте.
В 2005 году вышел фильм «Короли Догтауна», где Никки сыграла роль бунтарки Кэти Алвы. В этой картине девушка вновь работала с Кэтрин Хардвик, а её партнёром был также Хит Леджер. В 2006 году она сыграла Сейди Кемпбелл в сериале «Одинокие сердца». Следующий фильмом в её карьере стала картина «У Мини это в первый раз», где Рид сыграла главную роль Мини, которая ненавидит свою мать-алкоголичку, с помощью соблазнения уговаривает отчима объявить её мать невменяемой, но всё заканчивается убийством.

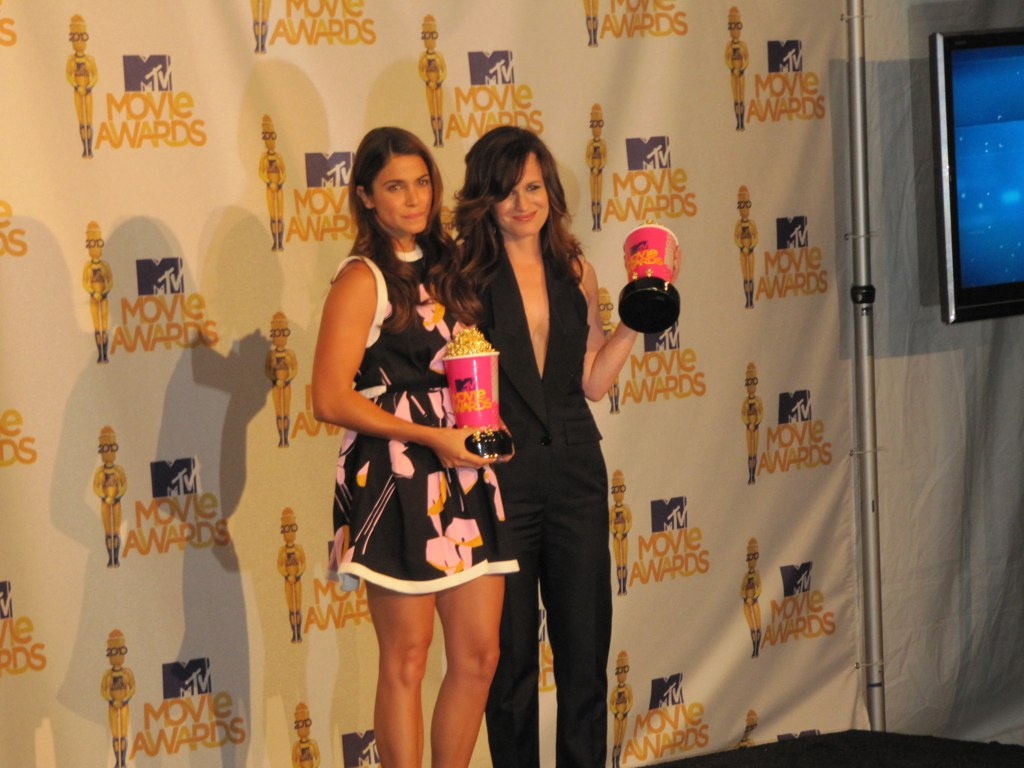
Никки (слева) и Элизабет Ризер на MTV Movie Awards в 2010 году

В 2008 году Рид сыграла Розали Хейл в первом фильме «Сумеречной саги» (хотя эту роль могла получить Анна-Линн Маккорд), и режиссёром снова была Кэтрин Хардвик. Затем она снялась в фильме «Знакомые незнакомцы» (2008). Также Никки могла сыграть Нарциссу Малфой, мать Драко Малфоя в фильме «Гарри Поттер и Принц-полукровка», но она была слишком молода для этой роли.
В 2009 году вышел фильм «Последний день лета», где Никки сыграла роль девушки Стефани, которую похищают в последний день лета. Также в 2009 году вышел фильм «Сумерки. Сага. Новолуние», где Рид повторила свою роль Розали Хейл. В 2010 году вышли фильмы «Письмо счастья» и «Сумерки. Сага. Затмение». В 2011 году вышел фильм «Сумерки. Сага: Рассвет — Часть 1». В 2012 году в прокат вышла вторая часть фильма, последний фильм «Сумеречной саги». В 2013 году актриса снялась в фильмах «Эмпайр-стейт», «Пешка» и «Хватка».

## Личная жизнь
В 2009 году в ряде СМИ была опубликована информация о близких отношениях Никки Рид с российским актёром Павлом Прилучным. Причиной пристального внимания прессы стали фотографии, на которых чётко просматривается татуировка «ПРИЛУЧНЫЙ» на запястье актрисы. К октябрю 2011 года татуировка исчезла.
С 16 октября 2011 по 2 января 2014 года Никки была замужем за певцом Полом Макдональдом.
С 26 апреля 2015 года замужем за актёром Иэном Сомерхолдером, с которым она встречалась год до их свадьбы. 25 июля 2017 года у пары родилась дочь Боди Солей Рид Сомерхолдер. В июне 2023 года родился второй ребёнок - сын.

## Фильмография
| Год       |   | Русское название                 | Оригинальное название                     | Роль                       |
| --------- | - | -------------------------------- | ----------------------------------------- | -------------------------- |
| 2003      | ф | Тринадцать                       | Thirteen                                  | Эви Замора                 |
| 2005      | ф | Человек от Бога                  | Man of God                                | Зейн Берг                  |
| 2005      | ф | Короли Догтауна                  | Lords of Dogtown                          | Кэти Алва                  |
| 2005      | ф | Американское оружие              | American Gun                              | Талли                      |
| 2006      | с | Одинокие сердца                  | The O.C.                                  | Сэди Кэмпбелл              |
| 2006      | с | Правосудие                       | Justice                                   | Молли Ларуса               |
| 2006      | ф | У Мини это в первый раз          | Mini's First Time                         | Минерва «Мини» Дрогуэ      |
| 2007      | ф | В ловушке красоты                | Cherry Crush                              | Шей Беттенкурт             |
| 2008      | ф | Знакомые незнакомцы              | Familiar Strangers                        | Эллисон                    |
| 2008      | ф | Сумерки                          | Twilight                                  | Розали Хейл                |
| 2009      | ф | В плену                          | Last Day of Summer                        | Стефани                    |
| 2009      | ф | Сумерки. Сага. Новолуние         | The Twilight Saga: New Moon               | Розали Хейл                |
| 2010      | ф | Сумерки. Сага. Затмение          | The Twilight Saga: Eclipse                | Розали Хейл                |
| 2010      | ф | Письмо счастья                   | Chain Letter                              | Джессика «Джесси» Кэмпбелл |
| 2010      | ф | Привилегии богатых девчонок      | Privileged                                | Лорен Кэррингтон           |
| 2011      | с | Основы студенческого юмора       | CollegeHumor Originals                    | Джейн                      |
| 2011      | ф | Сумерки. Сага: Рассвет — Часть 1 | The Twilight Saga: Breaking Dawn – Part 1 | Розали Хейл                |
| 2011      | ф | Уловка .44                       | Catch .44                                 | Кара                       |
| 2012      | ф | Сумерки. Сага: Рассвет — Часть 2 | The Twilight Saga: Breaking Dawn – Part 2 | Розали Хейл                |
| 2013      | ф | Эмпайр-стейт                     | Empire State                              | Лиззетт                    |
| 2013      | ф | Пешка                            | Pawn                                      | Аманда                     |
| 2013      | ф | Проникновение в опасный разум    | Enter the Dangerous Mind                  | Венди                      |
| 2014      | ф | Выпускники                       | Balls Out                                 | Мередит Даунс              |
| 2014      | ф | В твоих глазах                   | In Your Eyes                              | Донна                      |
| 2014      | ф | Убийство кота                    | Murder of a Cat                           | Грета Чиплински            |
| 2015      | ф | Поиски                           | About Scout                               | Джорджи                    |
| 2015—2016 | с | Сонная Лощина                    | Sleepy Hollow                             | Бетси Росс                 |
| 2016      | ф | Джек отправляется домой          | Jack Goes Home                            | Кристалл                   |
| 2016      | ф | Воскресная лошадь                | A Sunday Horse                            | Деби Уолден                |
| 2019      | с | Куколка                          | Dollface                                  | Бронуин                    |
| 2019      | с | Вампирские войны                 | V Wars                                    | Рейчел Томпсон             |